# Федотов, Дмитрий Иванович
Дмитрий Иванович Федотов — командующий Онежской военной флотилией, старший лейтенант российского императорского флота (1917), георгиевский кавалер (1915).

## Биография
В 1910 окончил Морской кадетский корпус, и в 1916 окончил Минный офицерский класс. С 1911 флаг-офицер штаба начальника 5-го дивизиона миноносцев Балтфлота, с 1913 артиллерийский офицер эсминца "Новик", с апреля 1917 в распоряжении Главного морского штаба, с августа служил в Управлении морской авиации и воздухоплавания. В 1918 перешёл на службу в Красный флот, служил начальником Онежской озёрно-речной флотилии, затем минно-подрывным специалистом в Управлении по судоподъёму. В сентябре 1921 уволен в запас, как не прошедший фильтрационную  комиссию. Работал в Морской исторической комиссии. В начале 1923 арестован, 5 апреля приговорён за "надругательство над флагом РСФСР" к заключению в концлагерь. 16 мая Петроградский губернский суд признал обвинение не доказанным, освобождён из лагеря. С июня преподавал в Морской академии и Гидрографическом морском училище начальником по строевой части. 29 мая 1925 опять арестован как «участник монархической организации в 1919 году» и заключён в Бутырскую тюрьму. В конце ноября 1925 в ОГПУ обратилась с официальным заявлением его жена М. Р. Федотова, отправив копию в Помполит. В начале декабря 1925 Д. И. Федотов по ходатайству заведующего юридическим отделом Помполита был освобождён из тюрьмы, а в конце декабря 1925 уволен в отставку.

### Звания
- Гардемарин;
- Лейтенант;
- Старший лейтенант (28 июля 1917).

### Награды
- Орден Святого Георгия 4-й степени (8 августа 1915).

## Семья
- Жена — Марина Робертовна Федотова.